# Ben Gordon (baloncestista)
Benjamin Ashenafi "Ben" Gordon (Londres, 4 de abril de 1983) es un exjugador de baloncesto británico-estadounidense que disputó 11 temporadas en la NBA. Con 1,91 metros de altura, su posición en la cancha era la de escolta.

## Trayectoria deportiva

### Universidad
Gordon creció en Mount Vernon, Nueva York y en su primer año en la universidad fue el segundo máximo anotador del equipo (12,6 ppp), saliendo desde el banquillo casi toda la temporada. Como sophomore (segundo año) promedió 19,5 puntos liderando a su equipo y también fue el máximo pasador con un total de 156 asistencias.
En su tercer y último año en Connecticut, sus estadísticas fueron de 18,5 puntos, 4,7 rebotes y 4,5 asistencias. También logró encestar 104 triples, la segunda cifra más alta en la historia de Connecticut. Sus buenas actuaciones ayudaron muchísimo a los Huskies, el equipo de la universidad, a lograr el Campeonato NCAA. Concluyendo su tercer año, Gordon se declaró elegible para el Draft de la NBA de 2004.

### Profesional

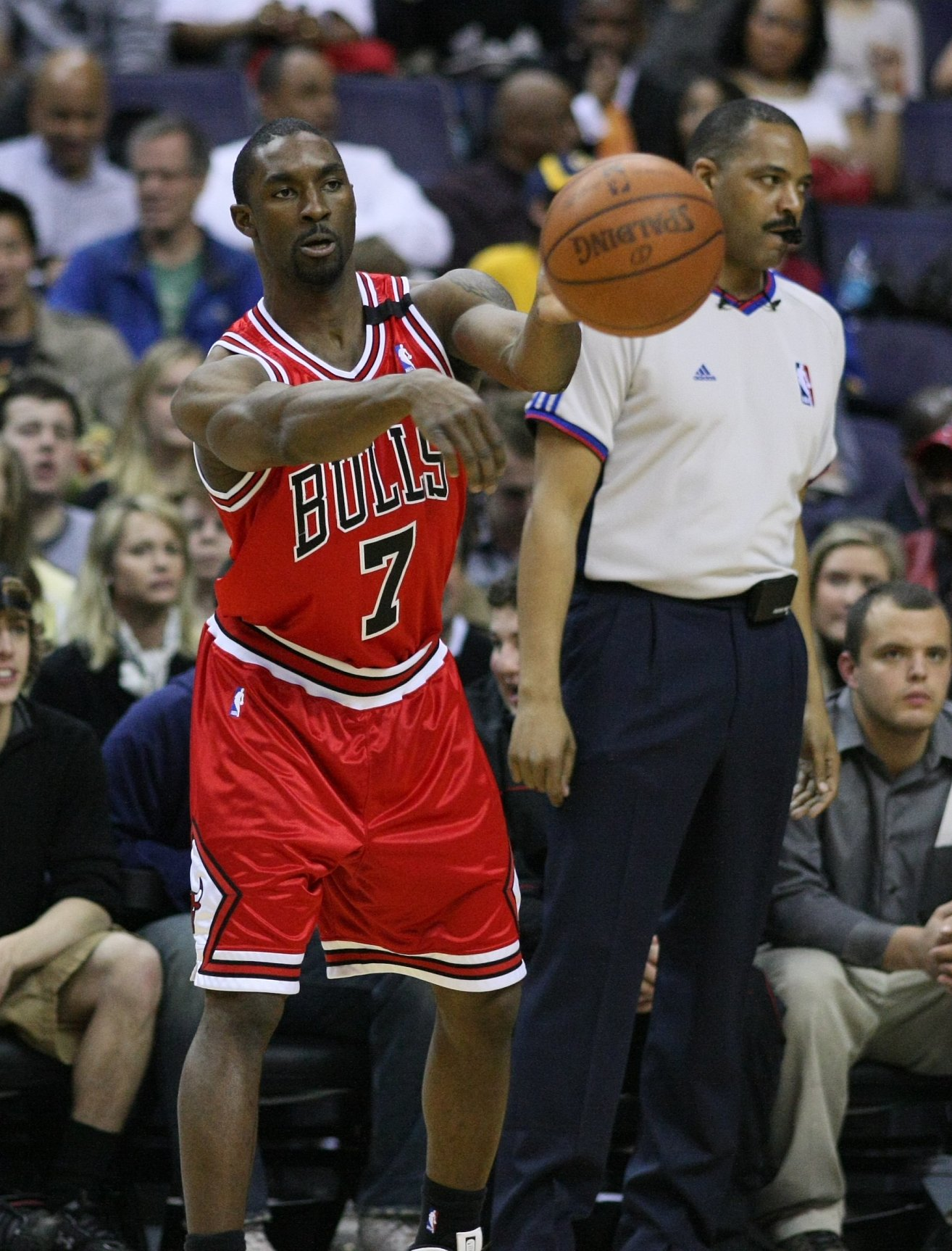
Gordon con Chicago Bulls en 2009.

Gordon fue la tercera selección del Draft de la NBA de 2004, siendo escogido por los Chicago Bulls. Curiosamente, 20 años antes los Bulls escogieron en el Draft de 1984 a Michael Jordan en tercer lugar. Gordon vistió el número 4 tanto en el instituto como en la universidad, pero en los Bulls se vio obligado a escoger el 7, pues el 4 está retirado en homenaje a Jerry Sloan.
En la temporada 2004-05 (el primer año de Gordon), promedió unos 15,1 puntos, 2,6 rebotes y 1,9 asistencias por partido jugando tan solo unos 24,2 minutos por partido. Gordon contribuyó a que los Bulls hicieran su primera aparición en los playoff desde que Jordan dejó el equipo en 1998. Los aficionados del equipo lo llaman Mr. 4.º Cuarto, debido a sus actuaciones en la última fase del partido. Al final de la temporada se convirtió en el primer rookie de la historia de la NBA en ganar el premio Mejor Sexto Hombre. Gordon fue también el Rookie del Mes de la Conferencia Este en tres ocasiones (enero, febrero y marzo).
En su segunda temporada Gordon alternó el banquillo con empezar de inicio, siendo titular 47 veces y siendo suplente unas 35. En realidad, empezó la temporada en el banquillo y gracias a su buen rendimiento se ganó un lugar en el quinteto inicial. Gordon incrementó sus minutos jugados por partido y sus promedios de puntos y asistencias. Fue elegido por el equipo de los Sophomores para enfrentarse a los Rookies en el All-Star Weekend de la NBA, donde anotó 17 puntos.
El 14 de abril de 2006 en una victoria de los Bulls frente a los Washington Wizards, Gordon alcanzó el récord de triples consecutivos anotados en un partido, con 9 seguidos sin fallar. Cerca del final de su segunda temporada, Gordon reveló que estaba en proceso la creación de una bebida energética propia llamada "BG7", que son sus iniciales y dorsal.
En intervalo de una semana, Gordon anotó 40 puntos en dos ocasiones saliendo desde el banquillo, incluyendo su récord personal de 41 puntos frente a los Phoenix Suns. En 30 temporadas solo un jugador de la NBA había logrado conseguir esta hazaña en toda su carrera.
En julio de 2009, Gordon firmó con Detroit Pistons un contrato de 5 años y 55 millones de dólares.
En 22 de marzo de 2012, anotó 45 puntos y dio 8 asistencias, frente a los Denver Nuggets, consiguiendo 9 de 9 en tiros de 3 puntos, igualando el récord de triples consecutivos que tenía Latrell Sprewell.
El 26 de junio de 2012 fue traspasado junto con una futura elección de primera ronda de draft a Charlotte Bobcats a cambio de Corey Maggette.
El 2 de julio de 2014 llega a un acuerdo con los Orlando Magic, como agente libre, por las dos próximas temporadas (4,5 millones en cada una).
Al año siguiente firmó con Golden State Warriors, pero fue despedido antes del comienzo de la temporada.
El 24 de enero de 2017, Gordon fue adquirido por los Texas Legends de la NBA Development League, donde jugó hasta final de temporada.

## Estadísticas de su carrera en la NBA

### Temporada regular
| Año     | Equipo    | PJ  | PT  | MPP  | %TC  | %3P  | %TL  | RPP | APP | ROB | TPP | PPP  |
| ------- | --------- | --- | --- | ---- | ---- | ---- | ---- | --- | --- | --- | --- | ---- |
| 2004-05 | Chicago   | 82  | 3   | 24.4 | .411 | .405 | .863 | 2.6 | 2.0 | .6  | .1  | 15.1 |
| 2005-06 | Chicago   | 80  | 47  | 31.0 | .422 | .435 | .787 | 2.7 | 3.0 | .9  | .1  | 16.9 |
| 2006-07 | Chicago   | 82  | 51  | 33.0 | .455 | .413 | .864 | 3.1 | 3.6 | .8  | .2  | 21.4 |
| 2007-08 | Chicago   | 72  | 27  | 31.8 | .434 | .410 | .908 | 3.1 | 3.0 | .8  | .1  | 18.6 |
| 2008-09 | Chicago   | 82  | 76  | 36.6 | .455 | .410 | .864 | 3.5 | 3.4 | .9  | .3  | 20.7 |
| 2009-10 | Detroit   | 62  | 17  | 27.9 | .416 | .321 | .861 | 1.9 | 2.7 | .8  | .1  | 13.8 |
| 2010-11 | Detroit   | 82  | 27  | 26.0 | .440 | .402 | .850 | 2.4 | 2.1 | .6  | .2  | 11.2 |
| 2011-12 | Detroit   | 52  | 21  | 26.9 | .442 | .429 | .860 | 2.3 | 2.4 | .7  | .2  | 12.5 |
| 2012-13 | Charlotte | 75  | 0   | 20.8 | .408 | .387 | .843 | 1.7 | 1.9 | .5  | .2  | 11.2 |
| 2013-14 | Charlotte | 19  | 0   | 14.7 | .343 | .276 | .810 | 1.4 | 1.1 | .5  | .1  | 5.2  |
| 2014-15 | Orlando   | 56  | 0   | 14.1 | .437 | .361 | .836 | 1.1 | .9  | .3  | .0  | 6.2  |
| Total   | Total     | 744 | 269 | 27.4 | .432 | .401 | .857 | 2.5 | 2.5 | .7  | .2  | 14.9 |

### Playoffs
| Año   | Equipo  | PJ | PT | MPP  | %TC  | %3P  | %TL  | RPP | APP | ROB | TPP | PPP  |
| ----- | ------- | -- | -- | ---- | ---- | ---- | ---- | --- | --- | --- | --- | ---- |
| 2005  | Chicago | 6  | 1  | 25.5 | .405 | .318 | .800 | 2.7 | 2.5 | .8  | .3  | 14.5 |
| 2006  | Chicago | 6  | 6  | 40.8 | .406 | .366 | .676 | 3.3 | 3.0 | 1.0 | .0  | 21.0 |
| 2007  | Chicago | 10 | 10 | 39.5 | .415 | .436 | .921 | 3.8 | 3.8 | .9  | .1  | 20.4 |
| 2009  | Chicago | 7  | 7  | 43.4 | .388 | .370 | .875 | 2.9 | 3.0 | .4  | .1  | 24.3 |
| Total | Total   | 29 | 24 | 37.9 | .403 | .384 | .840 | 3.2 | 3.1 | .8  | .1  | 20.2 |

## Logros y reconocimientos
- Elegido en el equipo de los Sophomores para el partido contra los Rookies del All-Star Game de 2006 en Houston.
- Elegido Rookie del mes de la NBA en enero, febrero y marzo de 2005.
- Elegido Mejor Sexto Hombre en la temporada 2004-05.

## Vida personal
El 1 de junio de 2017, fue arrestado por activar las alarmas contra incendios en su edificio de apartamentos de Los Ángeles.
En octubre de 2017, Gordon fue hospitalizado para una evaluación psicológica luego de un altercado con una cliente en un centro de bienestar holístico en Mount Vernon, Nueva York.
Fue arrestado una vez más el 20 de noviembre de 2017 en Manhattan, por golpear al gerente de un complejo de apartamentos, sacarle un cuchillo y robarle su depósito de seguridad. Fue multado, puesto en libertad bajo fianza de 50.000 dólares y está programado para comparecer ante el tribunal.
En febrero de 2020 reveló que padecía trastorno bipolar y detalló sus batallas contra la enfermedad mental desde su retiro en un artículo sobre salud mental para The Players' Tribune, incluido un intento de suicidio.
El 10 de octubre de 2022 fue arrestado en el aeropuerto de La Guardia de Nueva York tras propinar un puñetazo a su hijo de 10 años de edad. El niño tenía una orden de alejamiento contra su padre. Gordon se resistió al arresto cuando la policía procedió a detenerle y dos de los agentes resultaron heridos. Días después, el 4 de noviembre, es detenido de nuevo tras golpear a un guardia de seguridad y a otro hombre en el Rock ‘n’ Roll McDonald's de River North, en Chicago, siendo arrestado por dos delitos menores de agresión. Poco después, a principios de diciembre, es detenido y enviado al hospital de Harlem tras intentar apuñalar a varias personas con agujas de coser.
El 4 de abril de 2023, fue detenido de nuevo y puesto bajo custodia después de que, supuestamente, amenazara a los empleados de una tienda de zumos con un cuchillo en Stamford, Connecticut.